# 경산 불굴사 삼층석탑
경산 불굴사 삼층석탑(慶山 佛窟寺 三層石塔)은 대한민국 경상북도 경산시, 불굴사에 있는 남북국 시대 신라의 삼층석탑이다. 1965년 9월 1일 대한민국의 보물 제429호로 지정되었다.

## 개요
불굴사는 신라 신문왕 10년(690)에 창건되었고, 조선 중기까지만 해도 50여채의 건물과 12암자 등을 갖춘 큰 절이었다고 전해진다. 탑은 절 안의 법당 앞에 세워져 있다. 이 탑은 2단의 기단(基壇) 위에 3층의 탑신(塔身)을 쌓아올린 형식으로 신라석탑의 일반적인 양식을 따르고 있다.
넓고 긴 돌로 탑의 구역을 마련하고, 바닥돌은 사방으로 하나씩 4장의 돌을 붙여서 짰다. 아래층 기단의 맨윗돌은 꽤 두꺼운 편이며, 돌의 가운데에 2단의 괴임돌을 두었다. 위층 기단의 가운데돌에는 모서리기둥과 가운데기둥을 새겼으며, 맨윗돌은 얇지만 그 아래에 윗돌과 반듯하게 한 단을 붙여두었다.
탑신은 몸돌과 지붕들을 각각 하나의 돌로 짰는데, 몸돌의 모서리마다 기둥을 새겼을 뿐 다른 장식은 없다. 지붕돌 밑면의 받침수는 모두 4단씩으로 줄어들었고 추녀밑은 반듯하지만 마무리 부분에서 뚜렷하게 치켜올려져 있다. 지붕돌의 네 귀퉁이 역시 완만한 경사를 보이다가 마무리부분에서의 치켜올림이 상당히 크다. 꼭대기에는 머리장식으로 노반(露盤:머리장식받침)과 복발(覆鉢:엎어놓은 그릇모양의 장식)이 남아있다.
돌의 마무리에서 정연함을 보이고 있어 탑 전체적으로 뚜렷한 비례가 돋보이는 탑이다. 그러나 탑의 규모가 작아진 점이나, 지붕돌의 치켜올림이 지나치게 큰 점, 각 부분의 밑에 새긴 괴임돌의 표현을 강조한 점 등에서 형식적인 면이 보인다. 이로 미루어 통일신라 후기에 건립된 것으로 짐작되는데, 이 시기의 탑으로는 조형적인 아름다움을 보여주는 훌륭한 작품이다.

## 현지 안내문
이 탑은 통일신라시대의 3층 석탑으로 높이는 7.43m이다. 이중 기단 위에 3층 몸돌을 쌓아올린 형식으로 지붕돌은 넓고 추녀밑이 수평이며 각부의 비례가 균형을 이루고 있어 아름다움을 더하며, 신라 석탑의 전형적인 양식을 따르고 있다.
상륜부는 일부가 없어졌을 뿐 온전한 상태로 보존되어 있다. 만든 시기는 9세기로 추정된다.

## 같이 보기
- 불굴사

## 참고 문헌
- 경산 불굴사 삼층석탑 - 국가유산청 국가유산포털
- 한국저작권위원회 공유마당에 있는 불굴사 삼층석탑 사진